# Sayri Túpac
Sayri Túpac (Cusco, o. 1535. – Cusco, 1561.), drugi vladar Vilcabambe (1544. – 1560.) iz dinastije Cuzcohanan. Bio je sin Manca Inca Yupanquija, posljednjeg Sapa Inke u Cuscu pod kontrolom konkvistadora i njegove sestre Cura Ocllo te brat Titu Cusija i Túpaca Amarua I. Otac je isprva prihvatio krunu koju mu je ponudio Francisco Pizarro. Međutim, kada su za njegove odsutnosti njegova braća Gonzalo, Juan i Hernando počela zlostavljati narod, Manco Inca se 1536. godine odmetnuo od španjolske kontrole i sakupio vojsku kojom je, tijekom građanskog rata između Francisca Pizarra i Diega de Almagra, opsjeo grad Cusco u savezu s potonjim. Nakon Almagrova poraza povukao se u Vilcabambu gdje je osnovao novu državu Inka.
U međuvremenu, Španjolci su 1536. godine okrunili Mancova polubrata Paulla Incu za marionetskog Sapa Inku, a tri godine kasnije osvetili su se Mancu Inci tako što su mu zarobili ženu Curu Ocllo i brutalno je pogubili. Godine 1544. Manca Inku su ubili pristaše Diega de Almagre koji je bio pod njegovom zaštitom, poslije čega su ih pogubili Mancovi vojnici.
Novim vladarom Vilcabambe postao je njegov sin Sayri Túpac koji je tada bio još dječak pa je vlast u njegovo ime, kao regent, preuzeo njegov stric Atoc Supa. Godine 1548. španjolski namjesnik Pedro de La Gasca poslao je poslanstvo k vladaru kako bi ga nagovorio da napusti udaljeno područje Vilcabambe i stavi se pod španjolski protektorat. Tijekom pregovora umro je vladar Cusca Paullu Inca († 1549.), zbog čega je Sayri Túpac odustao od daljnjih pregovora.
Novi španjolski potkralj Andrés Hurtado de Mendoza odlučio je ponovno pokrenuti pregovore sa Sayri Túpacom kako bi ga nagovorio da se premjesti u Cusco i stavi pod zaštitu Španjolaca. Dana 5. siječnja 1560. godine primio ga je potkralj u Limi te ga je obdario naslovima i posjedima, našto se Sayri Túpac odrekao kraljevske vlasti i potom oženio svoju sestru Cusi Huarcay, uz posebno dopuštenje pape Julija III. Sa ženom je imao kćer jedinicu Beatriz Claru Coyu. Umro je 1561. godine na imanju kraj Cusca, a u Vilcabambi ga je naslijedio Titu Cusi.
| prethodnik Manco Inca Yupanqui | Kralj Inka carstva 1544. - 1560. | nasljednik Titu Cusi |